# 赵万华
赵万华，西安交通大学教授，长期从事机械工程领域的科研工作。赵万华曾入选长江学者特聘教授，主持过包括中国国家自然科学基金重点项目、973计划、863计划等多个重点项目，获得过中国国家科技进步二等奖。